# Хаутман, Фредерик де
Фредерик де Хаутман (нидерл. Frederik de Houtman; 1571, Гауда — 21 октября 1627, Алкмар) — голландский мореплаватель, астроном и лингвист, младший брат мореплавателя Корнелиса де Хаутмана.

## Биография
Фредерик де Хаутман родился в 1571 году в Гауде. Первую свою экспедицию совершил в 1595—1597 годах к берегам Ост-Индии, в ней он помогал делать астрономические наблюдения известному астроному Петеру Дирксону Кейзеру (англ. Pieter Dirkszoon Keyser). В этом путешествии Кейзер умер, но Хаутман закончил его работу: 12 созвездий южного полушария считаются впервые описанными именно ими, впервые эти созвездия зафиксированы в «Уранометрии» (1603) Иоганном Байером.
Отправившись в очередное путешествие со своим старшим братом, отличавшимся весьма скверным и вспыльчивым нравом, путешественники ввязались в конфликт на Суматре: в результате Корнелис был убит, а сам Фредерик с 11 сентября 1599 года по 25 августа 1601 года был в плену у Султана Ачеха — годы, проведённые у него, путешественник потратил на изучение местного диалекта малайского языка и астрономические наблюдения. Вернувшись на родину в 1603 году, Хаутман опубликовал свои астрономические изыскания, в которых описывались 303 неизвестные ранее звезды, а также (впервые в мире) словари и учебники малайского и малагасийского языков.
В 1605 году был назначен губернатором Амбона и оставался на этой должности до 1611 года. С 1612 года жил в Алкмаре, и был членом городского совета с 1614 по 1618 год.
В 1618—1619 годах Фредерик де Хаутман на двух кораблях совершил путешествие к западному побережью Австралии, первым исследовав около 700 километров её береговой линии от места, где ныне расположен город Перт, до залива Шарк. Примечательно, что путь капитанов лежал к Яве, а к берегам Австралии, лежащим намного южнее, они попали в силу несовершенства измерительных приборов того времени.
С 1621 по 1623 год Хаутман был губернатором Молуккских островов. В 1624 году вновь вернулся на родину, опять жил в Алкмаре, где и скончался 21 октября 1627 года.